# Bœuf du Maine
 (avril 2018).
Si vous disposez d'ouvrages ou d'articles de référence ou si vous connaissez des sites web de qualité traitant du thème abordé ici, merci de compléter l'article en donnant les références utiles à sa vérifiabilité et en les liant à la section « Notes et références ».
L’appellation de viande bovine Bœuf du Maine (IGP) - reconnue par l'INAO - ou bœuf fermier du Maine est protégée trois signes de qualité : un label rouge, une indication géographique protégée (IGP), et elle fait partie de la filière Bleu blanc cœur.
Le nom de l'appellation fait référence à la province du Maine (départements de la Mayenne et de la Sarthe). La province possède en outre une AOP, appelée « maine-anjou ».

## Origine et historique
L'association et le label Bœuf du Maine ont été créés par des éleveurs en 1985, sous le nom "Erve et Vègre" pour mettre en valeur leur produit de "qualité supérieure". En 1992 l'association et le label changent de nom pour le nom actuel de "Bœuf fermier du Maine", dans le but qu'un plus grand nombre d'éleveurs puisse intégrer la filière. Le label a obtenu l' IGP en 1996 dans le but d'obtenir une reconnaissance européenne de la région de production du label Bœuf fermier du Maine. C'est en 2001 que l'association a décidé de rejoindre l'association Bleu-Blanc-Coeur ce qui fait du label Bœuf fermier du Maine le premier et pour l'instant le seul label rouge de viande bovine à adhérer à l'association Bleu-Blanc-Cœur. En 2017 l'association BFM compte environ 330 éleveurs, 11 fabricants d'aliment, 2 abattoirs et 70 points de vente tels que des GMS, des boucheries et des restaurants.

## Élevage et abattage

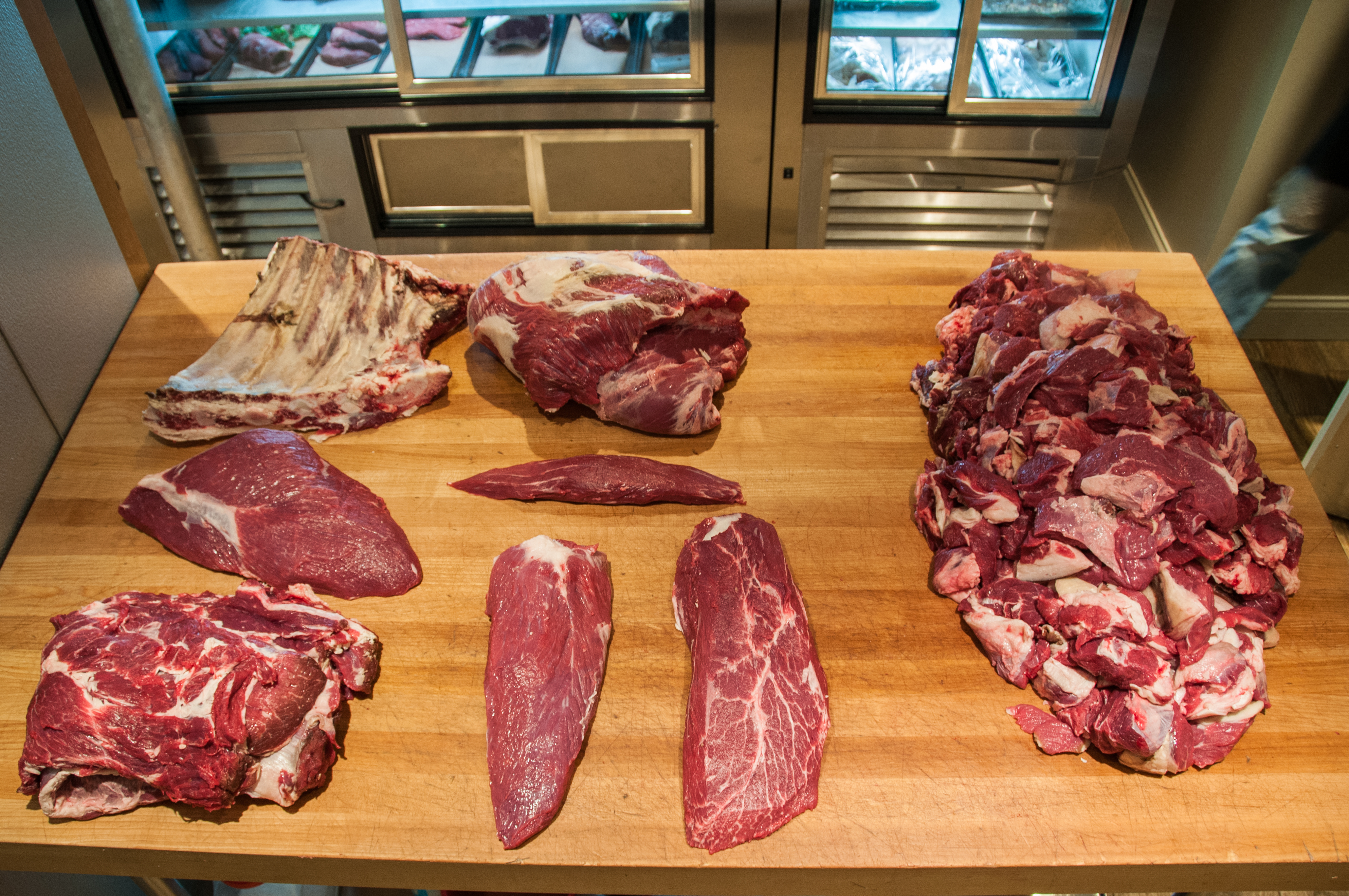
Morceaux de bœuf

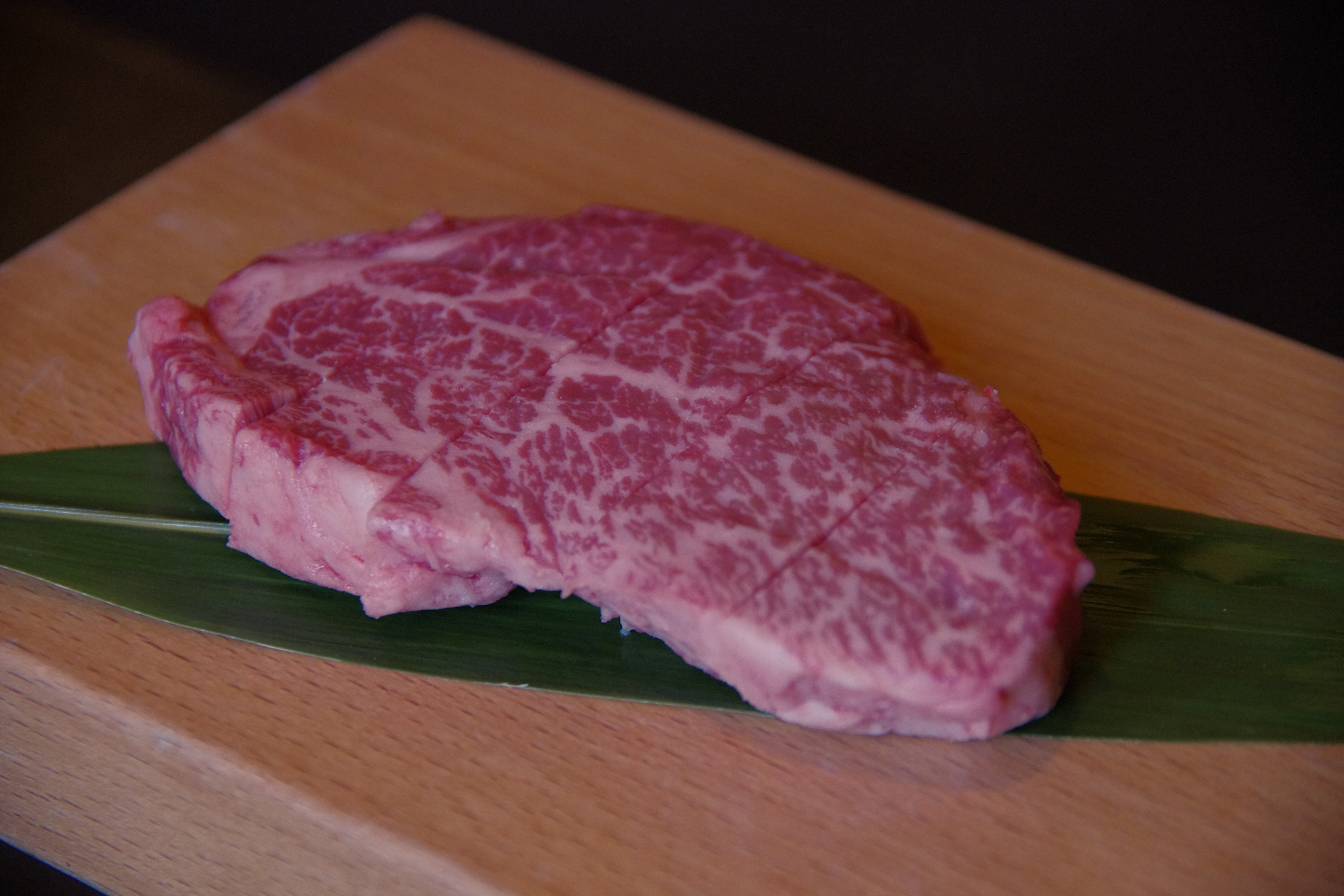
Tranche de steak

La viande vendue sous le label rouge Bœuf fermier du Maine provient uniquement de bovins de race à viande ou de bovins issus de croisement entre races à viande. Les animaux, que les éleveurs adhérents de l'association achètent, doivent arriver sur l'exploitation entre l'âge de 4 et 12 mois pour les femelles, et de 4 et 10 mois pour les mâles. Ces derniers doivent être castrés avant l'âge de 10 mois. Le poids de carcasse minimum doit être de 350 kg pour les femelles et de 380 kg pour les mâles. Leur conformation doit être entre E à R= avec une note d'engraissement de 2 ou de 3. Les animaux doivent pâturer au minimum 7 mois par an et le chargement par hectare de SFP ne doit pas dépasser 2 UGB/ha, ce qui correspond à la volonté de l'association de ne pas avoir d'élevage intensif mais des élevages extensifs. Les éleveurs ont l'obligation d'acheter de l'aliment du commerce sans OGM avec du lin riche en Oméga 3 qui remplit le cahier des charges de l'association bleu-blanc-coeur. L'ensilage de maïs est interdit en phase de finition car il est déficitaire en oméga 3. L'âge de labellisation pour les génisses et compris entre 30 et 52 mois (30 à 60 mois pour les génisses de races Blonde d'aquitaine et Parthenaise). Pour les vaches l’âge doit être de 52 à 108 mois (60 à 96 mois pour les vaches de races Blonde d'aquitaine et Parthenaise). Les bœufs sont labellisés entre l'âge de 30 et 48 mois.

## Gastronomie

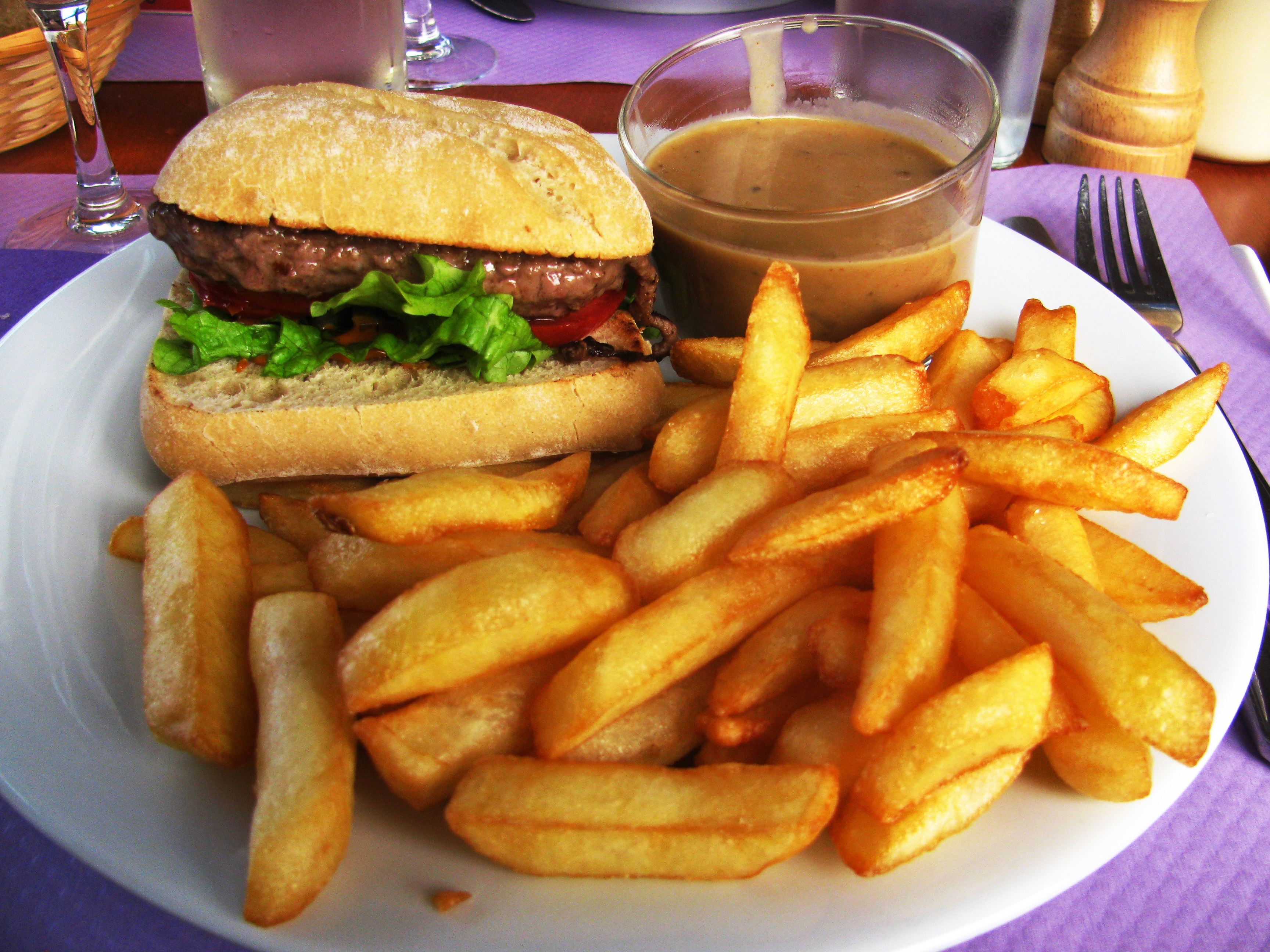
Burger de bœuf du Maine, sauce aux cèpes et frites
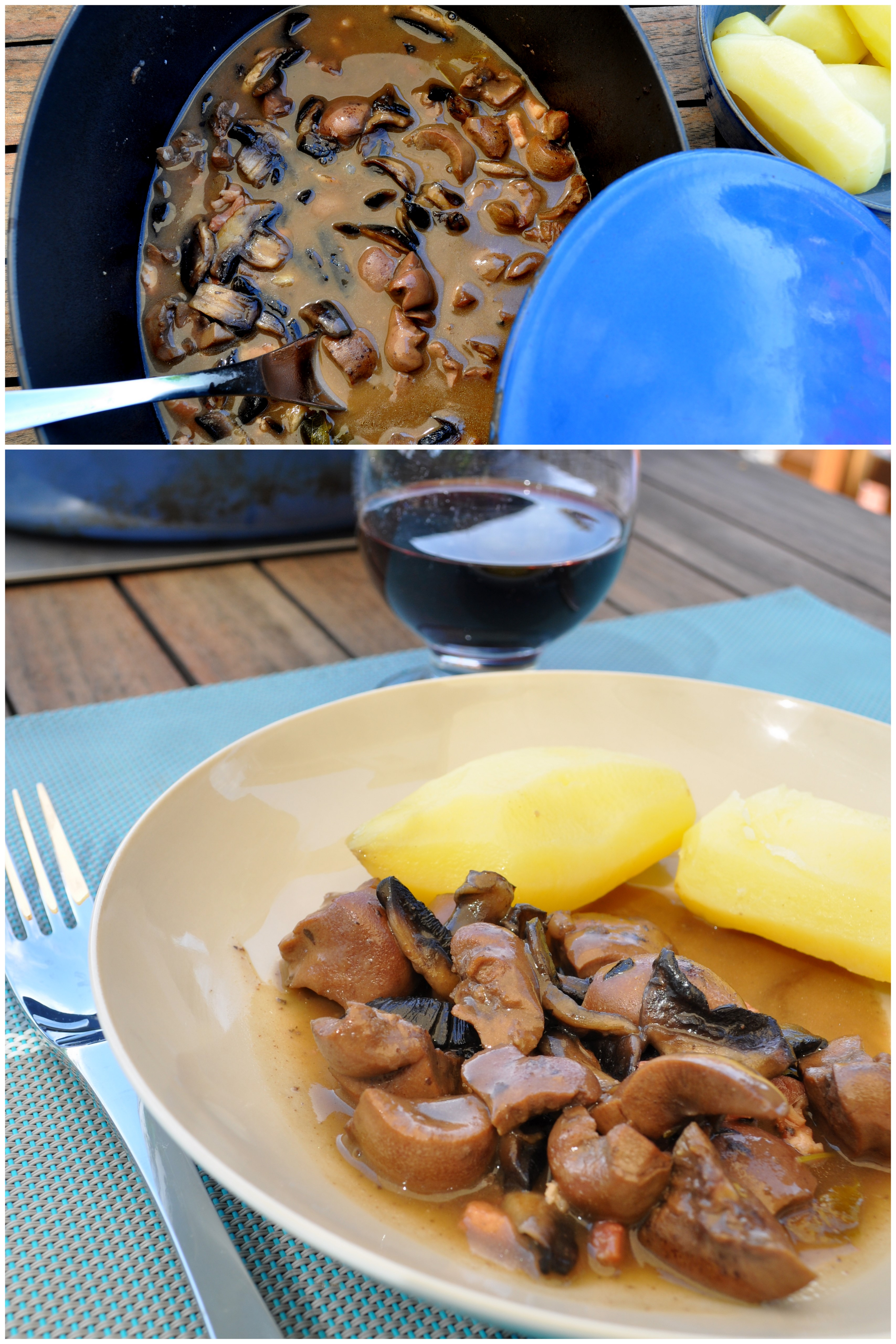
Rognons de bœuf au madère
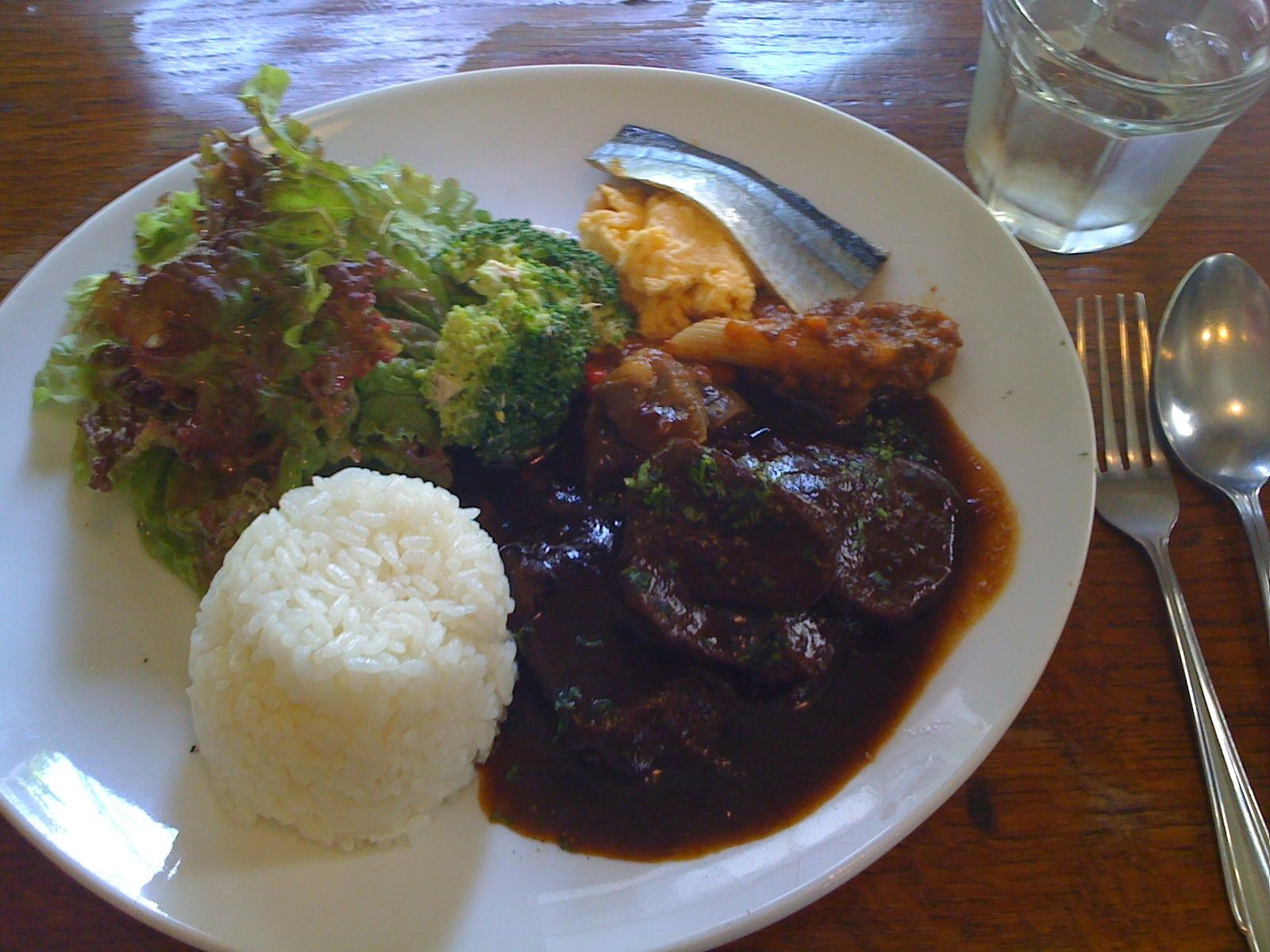
Langue de bœuf